# Koninkrijk Majorca
Het koninkrijk Majorca (Catalaans: Regne de Mallorca of Regne de Mallorques, Spaans: Reino de Mallorca) was van 1231 tot 1715 een koninkrijk in het Middellandse Zeegebied. Het bestond uit de Balearen en delen van het huidige Franse departement Pyrénées-Orientales. De hoofdsteden waren afwisselend Palma en Perpignan.

## Opkomst
In 1229 veroverde koning Jacobus I van Aragón het eiland Majorca op de Moorse gouverneur Abu Yahia en creëerde er in 1231 een koninkrijk waarvan hij zelf koning werd. In de loop der jaren werden ook andere eilanden veroverd die tot dit koninkrijk gingen behoren (Ibiza en Formentera in 1235 en Minorca in 1287).
Na de dood van Jacobus in 1276 werd zijn koninkrijk per testament onder zijn twee zonen gedeeld. De oudste, Peter, erfde de koninkrijken Aragón en Valencia. Zijn tweede zoon, eveneens Jacobus geheten, erfde Majorca, alsmede de graafschappen Roussillon en Cerdanya, het burggraafschap Carlat, de baronie Aumelas en de heerlijkheid Montpellier. Dit was Peter en zijn nakomelingen een doorn in het oog. In 1285 veroverde Alfons III van Aragón Majorca en Ibiza. Na het Verdrag van Anagni in 1295 werden de eilanden weer teruggegeven aan Jacobus II van Majorca.

## Bloei
Als onafhankelijk koninkrijk maakten de Balearen en vooral Majorca een bloeitijd door. De piraterij werd succesvol aangepakt, scheepswerven, wapensmeden en weverijen vierden hoogtijdagen. De zeehandel bloeide, de bevolking nam toe en er werden nieuwe steden gesticht. De kathedraal La Seu in Palma werd bijna voltooid en er werd begonnen met de bouw van het Castell de Bellver. Zeevaarders van Majorca zakten steeds verder de Atlantische kust van Afrika af en 's lands cartografen genoten wereldfaam.

## Ondergang
In 1344 landden troepen van Peter IV van Aragón op de Balearen en bezetten de archipel en koning Jacobus III moest vluchten. Hij keerde in 1349 terug in een poging zijn koninkrijk te heroveren. Dit eindigde in de Slag bij Llucmajor, waarbij Jacobus sneuvelde, en Mallorca werd definitief bij Aragón gevoegd. Zijn zoon Jacobus IV en dochter Isabella van Mallorca eisten beide de troon op, maar de erfgenamen van de laatste lieten deze claim los.
Het Koninkrijk Majorca bleef nog bestaan als koninkrijk binnen de Kroon van Aragón tot 1715, toen Spanje met de Decreten van Nueva Planta werd omgevormd tot één staat.